# KT FDS
KT FDS는 대한민국의 IT 기업이었다. 본래 제일은행의 계열사인 일은시스템이었다가 제일FDS를 거쳐 SC제일은행(법인명: 한국스탠다드차타드은행)이 출범하면서 매각되어 KT에 인수되었고, 2009년에 동양그룹에 인수된 뒤 2010년에 동양시스템즈에 합병되었다.